# منكث (إب)
منكث هي إحدى قرى الجمهورية اليمنية. تتبع جغرافيا لمحافظة إب وإداريًا لمديرية يريم. يبلغ تعداد سكانها 1695 نسمة حسب الإحصاء الذي أجري عام 2004.